# Boritan fenylrtuti
Boritan fenylrtuti je organická sloučenina používaná jako povrchové antiseptikum a dezinfekční látka rozpustná ve vodě, ethanolu a glycerolu.
Látka se do 90. let 20. století používala jako účinná složka dezinfekcí při léčbě poranění kůže, úst a krku. Vzhledem k vysokému obsahu rtuti však byla nahrazena jinými.